# Pilníkov
Pilníkov (deutsch Pilnikau) ist eine Stadt im Okres Trutnov in Tschechien.

## Geographische Lage
Die Stadt liegt in Nordostböhmen im südlichen Vorland des Riesengebirges, etwa 8 Kilometer südwestlich von Trutnov (Trautenau).
Nachbarorte sind Vlčice und Mladé Buky im Norden, Trutnov und Starý Rokytník im Nordosten, Staré Buky im Osten, Střítez, Hajnice und Žďár im Südosten, Vítězná im Süden, Chotěvice im Südwesten, Hostinné im Westen sowie Čermná im Nordwesten. Südlich liegt das Gebiet des ehemaligen Königreichwalds.

## Geschichte

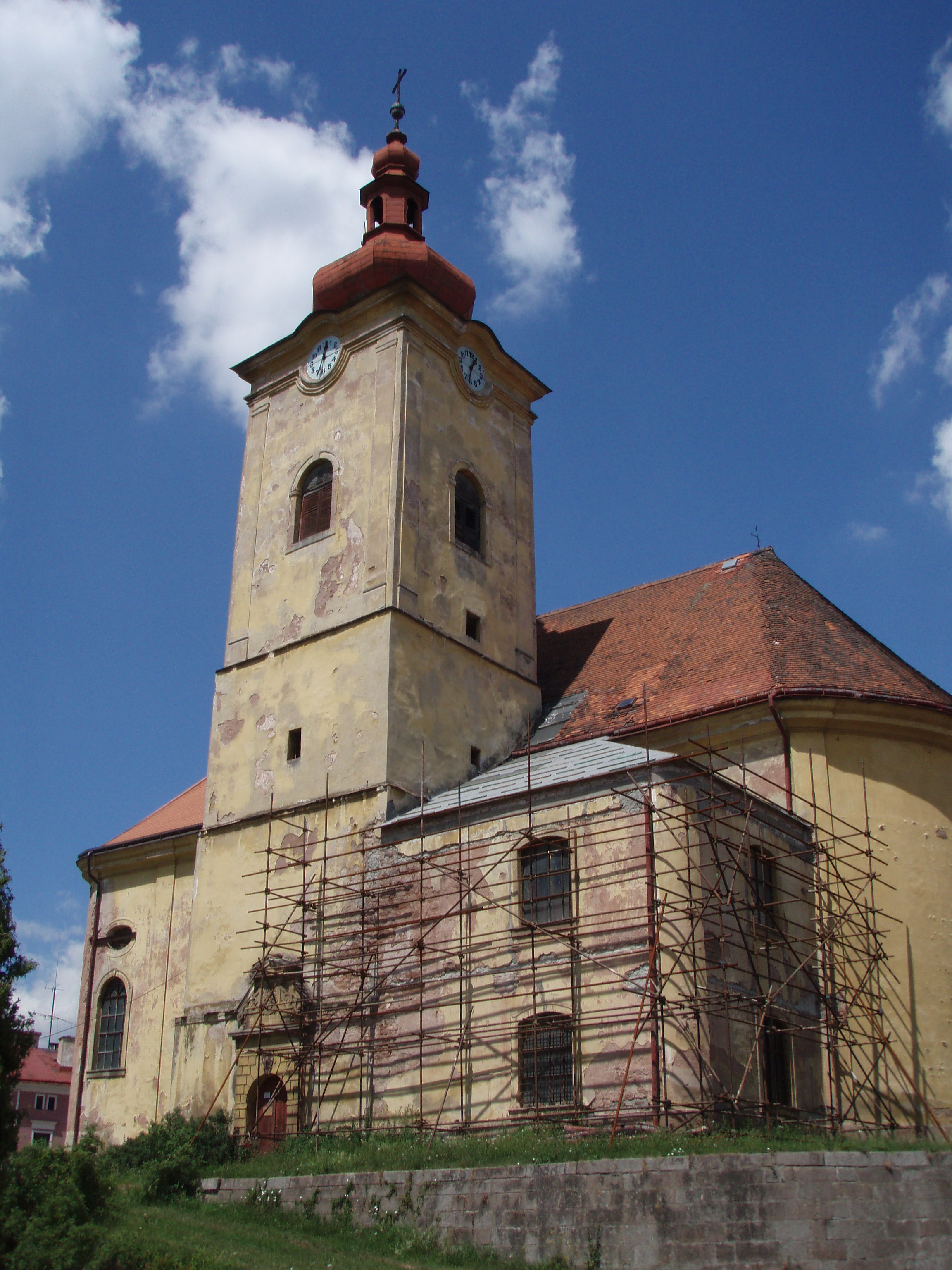
Dreieinigkeitskirche

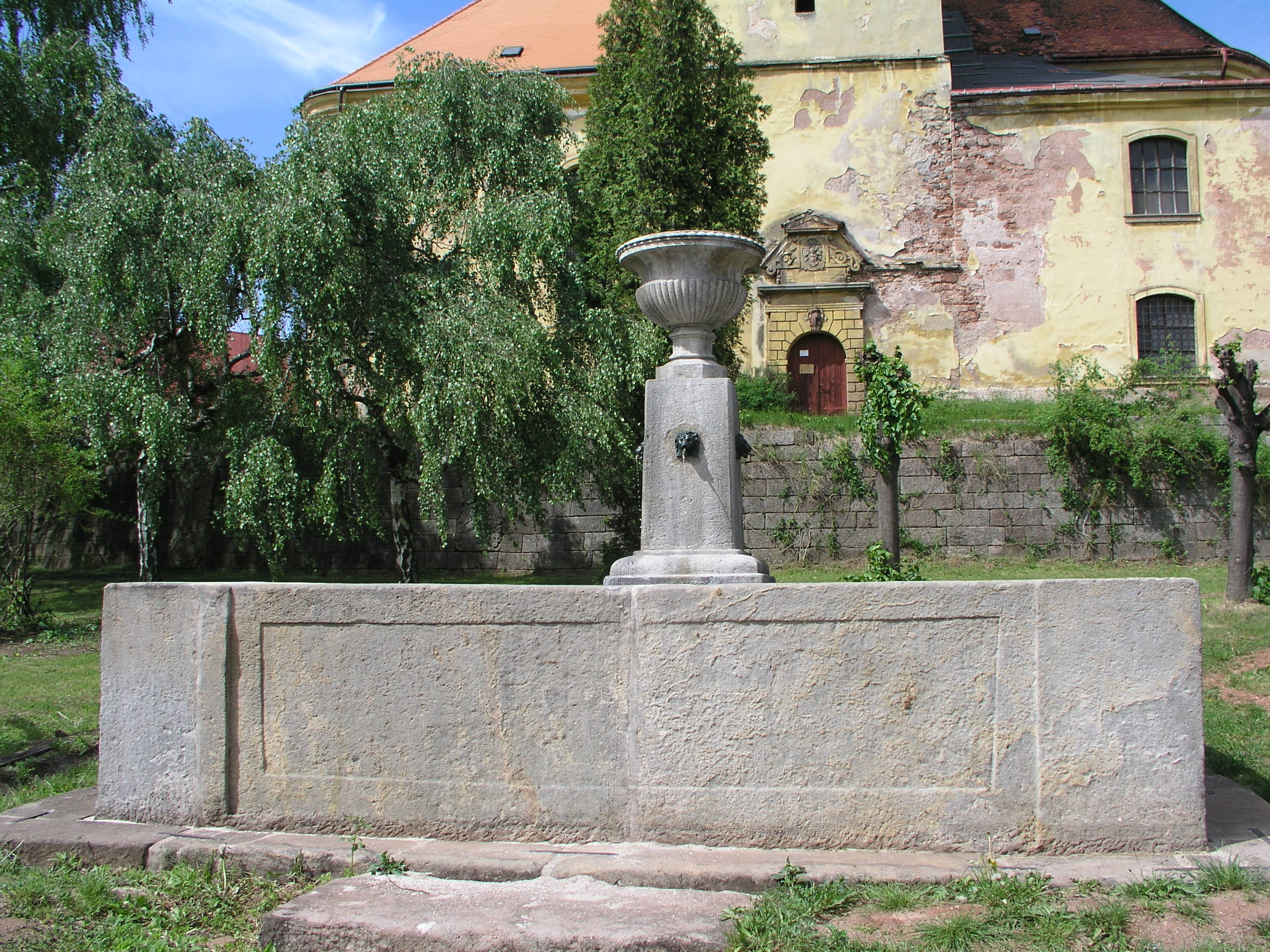
Brunnenanlage auf dem Stadtplatz

Im Rahmen der deutschen Ostkolonisation wurde durch den Lokator Billung ein Waldhufendorf gegründet, das nach diesem „Billungsdorf“ benannt wurde. Der seit 1357 urkundlich belegte Ort entstand vermutlich wie zahlreiche Nachbardörfer bereits in der zweiten Hälfte des 13. Jahrhunderts im Zuge des Landesausbaus durch den böhmischen Königs Ottokar II. Přemysl. Der tschechische Name Pilníkov wurde erstmals 1388 erwähnt. Die Kirche der Ortschaft hatte 1384 einen eigenen Pfarrer.
Ursprünglich gehörte der Ort zur königlichen Burg Trautenau, 1388 wurde Jesko Silber (auch Zylvar) Grundherr des Ortes. Mit ihm begann die rund 250 Jahre dauernde Herrschaft des Geschlechts, mit Sitz in der Pilnikauer Burg und im benachbarten Vlčice (Wildschütz). 1424 verheerten Hussiten die Umgebung, jedoch ist die mehrfach erwähnte Zerstörung von Pilnikau nicht sicher belegt.
1514 wurde der Ort geteilt, und Adam I. Silber erreichte von König Vladislav II. die Erhebung des zentralen Ortsbereichs zur Stadt. Zu den gleichzeitig verliehenen Privilegien gehörten die Bildung der Zünfte, das Abhalten von Märkten, die Gerichtsbarkeit und ein eigenes Wappen. Das umgebende Billungsdorf (später Pilsdorf) blieb jedoch Bauerndorf und der Herrschaft untertan. Während der Zeit der Reformation wurde Pilnikau evangelisch; für das Jahr 1543 ist Israel Geisler als lutherischer „Pfarher zu Pilnikau“ belegt. Wegen ihrer Beteiligung am böhmischen Ständeaufstand wurden die Silber nach der Schlacht am Weißen Berg vom Kaiser enteignet und deren Besitzungen 1623 von der Böhmischen Kammer an Albrecht von Waldstein verkauft. Durch ihn wurde die für die Rüstung benötigte Grobleinen-Erzeugung in Pilnikau gefördert. Im Dreißigjährigen Krieg erlitt die Region schwere Drangsalierungen, Pfarrer Nikolaus Georgii von Pilnikau wurde erschlagen. 1675 war Pilnikau im Besitz der Fürsten Schwarzenberg.
Die Bezeichnung „die Stadt im Dorfe“ erhielt Pilnikau, weil es fast vollständig vom Ortsgebiet von Pilsdorf umgeben war. Westlich befand sich Pilsdorf I. Teil (Niederdorf) und nordöstlich an die Stadt schloss sich Pilsdorf II. Teil (Oberdorf) an. Nach der Aufhebung der Grundherrschaften gehörte die Gemeinde Pilnikau/Pilníkov ab 1850 zum Gerichtsbezirk Trautenau bzw. zum Bezirk Trautenau. In den 1870er Jahren erhielt Pilnikau Anschluss an die Eisenbahnlinie Altpaka – Trautenau. Dadurch wurde die industrielle Entwicklung gefördert und Textil- und Maschinenfabriken, eine Eisengießerei, eine Ziegelei und eine Kunstseidenfabrik gegründet.
Bis 1918 waren Pilnikau und Pilsdorf fast nur von Deutschen bewohnt. Nach dem Ersten Weltkrieg wurden beide Orte der neu geschaffenen Tschechoslowakei zugeschlagen. 1929 wurden Pilnikau und Pilsdorf unter dem Namen Pilnikau / Pilníkov zusammengelegt. Auch nach der Vereinigung behielt Pilsdorf bis 1945 eigene Einrichtungen wie die Feuerwehr und das Armenhaus sowie die alten Hausnummern. Die Gesamtgemeinde hatte 152 landwirtschaftliche und 122 andere, überwiegend gewerbliche Betriebe. 1939 wurden 1.748 Einwohner gezählt.
Infolge des Münchner Abkommens wurde Pilnikau 1938 dem Deutschen Reich angeschlossen und gehörte bis 1945 zum Landkreis Trautenau, Regierungsbezirk Aussig, im Reichsgau Sudetenland. Nach dem Zweiten Weltkrieg wurden die deutschen Bewohner vertrieben, wodurch die weitere wirtschaftliche Entwicklung zunächst stagnierte. Die Stadtrechte wurden 1948 nicht erneuert, von den Industriebetrieben überlebte nur die Slévárna a strojírna (zuvor Fa. Hübner, Eisengießerei und Metallverarbeitung), und die Bauernhöfe wurden zu zwei Landwirtschaftlichen Produktionsgenossenschaften zusammengelegt. Nach der Samtenen Revolution erholte sich die Wirtschaft nur spärlich. Bedeutendste Unternehmen in Pilníkov sind die Firma Kata (Videospiele) und die Firma Talpa, die Paletten und Holzverpackungen produziert. Am 12. April 2007 wurde Pilníkov wieder zur Stadt erhoben.

### Demographie
Bis 1945 war Pilnikau überwiegend von Deutschböhmen besiedelt, die vertrieben wurden.
| Jahr | Einwohner | Anmerkungen    |
| ---- | --------- | -------------- |
| 1830 | 0993      | in 163 Häusern |
| 1833 | 0966      | in 164 Häusern |
| 1844 | 1020      | in 175 Häusern |
| 1850 | ca. 1200  | [ 6 ]          |
| 1857 | ca. 1300  | [ 7 ]          |
| 1930 | 1812      | [ 8 ]          |
| 1939 | 1748      | [ 8 ]          |

## Ortsgliederung
Für die Stadt Pilníkov sind keine Ortsteile ausgewiesen. Pilníkov besteht aus den Ortslagen Pilníkov I (Pilnikau), Pilníkov II (Pilsdorf I. Teil), Pilníkov III (Pilsdorf II. Teil) und Letná (Silkin). Zu Pilníkov gehören weiterhin die Gehöfte Třídomí (Dreihäuser) und Prkenný Důl (Brettgrund).

## Sehenswürdigkeiten
- Die Dreieinigkeitskirche (Kostel Nejsvĕtĕjší Trojice) aus dem 13. Jahrhundert war 1604 unter Beatrix von Lobkowitz geborene Stiller neu gestaltet worden und erhielt das noch erhaltene Renaissanceportal. 1769–1772 wurde unter Adam von Schwarzenberg der spätbarocken Bau errichtet, der das Stadtbild prägt.
- Die Mariensäule stammt aus dem Jahre 1763; um diese Zeit wurde auch die Wallfahrt zur „Schmerzhaften Mutter Gottes“ von Pilnikau überregional bekannt.

## Verkehr

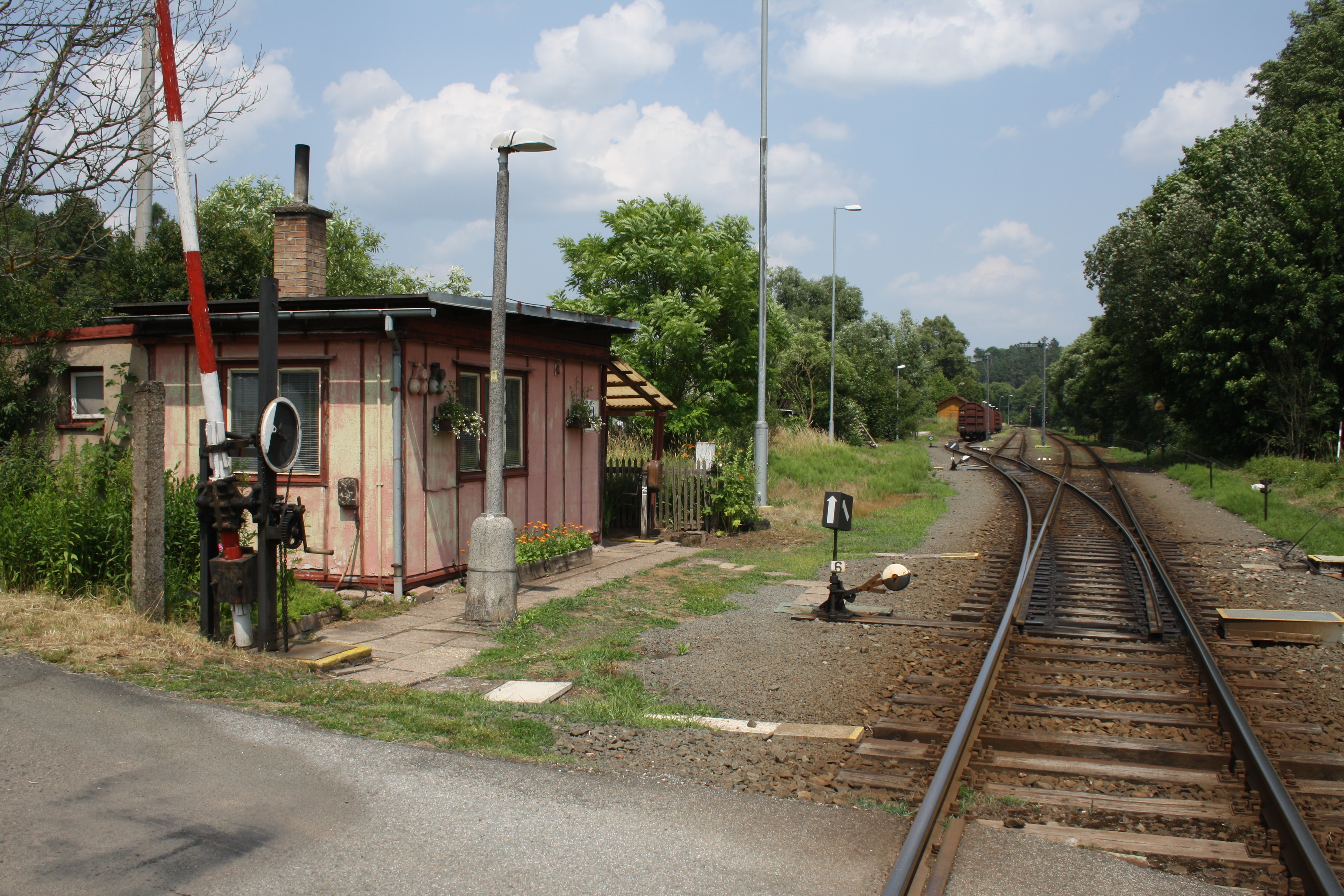
Bahnhof

Pilníkov hat einen Bahnhof an der Bahnstrecke Velký Osek–Trutnov.

## Söhne und Töchter der Stadt
- Karl Hofmann (1926–2012), deutscher Politiker
- Ewald Kühnel (1927–2005), Sportler, Goldmedaille im Speerwerfen bei den Paralympics in Toronto 1976
- Ernst Bönsch (1931–2024), Schachtrainer, -spieler und -funktionär
- Lothar Fietz (1933–2019), Anglist und Hochschullehrer